# Bull-baiting
Le bull-baiting est une forme de combat d'animaux impliquant faire combattre un taureau contre des chiens.

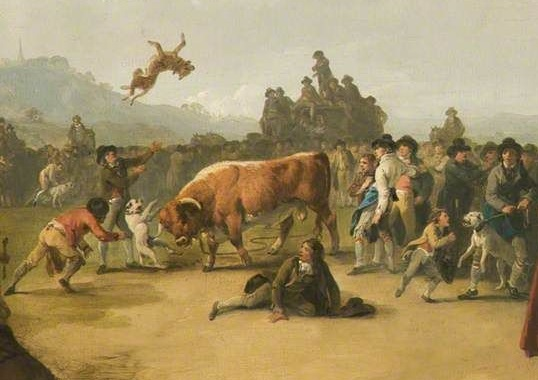
Détail de « Bull-baiting » de Julius Caesar Ibbetson, vers 1817.

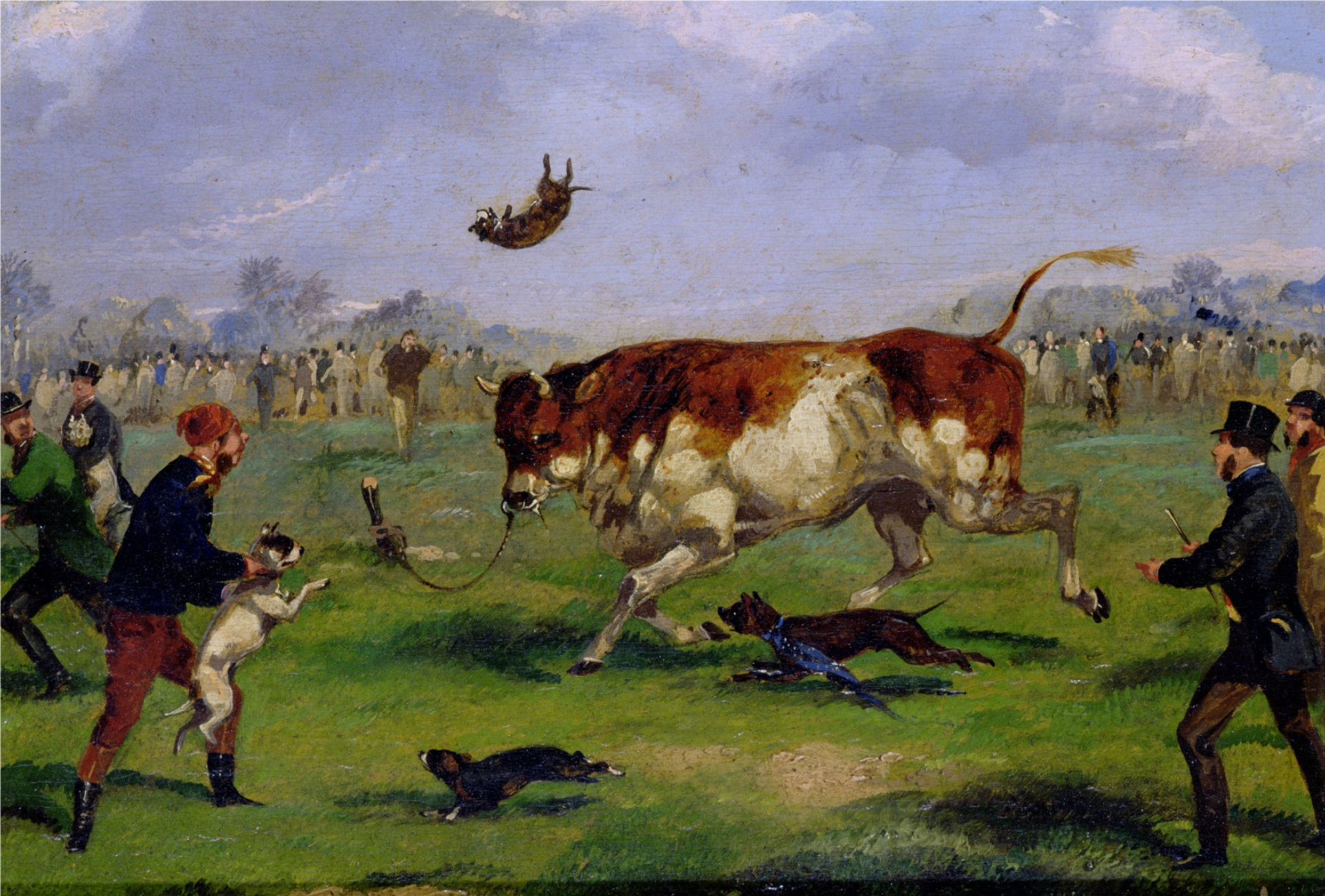
Bull-baiting au XIXe siècle, peint par Samuel Henry Alken.

## Histoire

### Au Royaume-Uni

#### Angleterre
En 1604, lors de l'entrée royale de Jacques VI et Ier à Londres, la foule a été divertie par du bullbaiting. À l'époque de la reine Anne, le bull-baiting était pratiqué à Londres à Hockley-in-the-Hole, deux fois par semaine - et était également assez courante dans les villes de province, par exemple au Bull Ring de Birmingham.